# Шейдик Олександр Володимирович
Олександр Володимирович Шейдик (нар. 13 вересня 1980, Рівне, Українська РСР, СРСР) — український шосейний велогонщик, який виступав на професійному рівні в 2006—2016 роках. Бронзовий призер чемпіонату України на шосе у груповій гонці, переможець та призер окремих етапів багатьох шосейних велогонок. Майстер спорту України міжнародного класу.

## Біографія
Олександр Шейдик народився 13 вересня 1980 року в місті Рівному Української РСР .
Дебютував на міжнародній арені в 2006 році, виступивши на «Турі Словаччини» та "Турі Румунії " — у другому випадку зумів фінішувати третім на двох етапах і посів третє місце у генеральній класифікації.
У 2007 році здобув перемогу на одному з етапів Тура Сербії, посів шосте місце на Меморіалі Олега Дяченка, брав участь у багатоденних перегонах вищої категорії Тур озера Цінхай в Китаї.
Починаючи з 2008 року представляв донецьку професійну команду ISD, яку фінансує Індустріальний союз Донбасу.
У 2009 році у складі ISD фінішував другим на «Гран-прі Кооперативу» у Словаччині, поступившись тут лише Петеру Сагану. Став третім на «Кубку Карпат» у Польщі, четвертим на «Гран-прі Москви» та «Турі Сербії», показав дев'ятнадцятий результат у гонці «П'ять кілець Москви», знову проїхав «Тур озера Цінхай».
На шосейному чемпіонаті України 2010 року виграв бронзову медаль у груповій гонці, пропустивши вперед Віталія Попкова та Руслана Підгорного. Також був найкращим на двох етапах «Тура Секейського краю» в Румунії, виграв один із етапів «Тура Перенєїв», досить успішно виступив на «Гран-прі Адигеї», де виграв другий етап та посів друге місце у генеральній класифікації. Виступав на кількох престижних перегонах у Китаї, зокрема проїхав Тур Китаю, Тур Хайнаня, Тур озера Тайху . Побував на шосейному чемпіонаті світу у Мельбурні.
У 2011 році став четвертим на чемпіонаті України, продовжив виступати у перегонах першої та другої категорій, відзначився виступом на світовій першості у Копенгагені . Здобув майку найкращого гірського гонщика багатоденки «Солідарність» у Польщі.
У 2012 році приєднався до італійської команди Lampre, яка цього сезону так само спонсувалася Індустріальним союзом Донбасу. За цей час, у гонках вищої категорії виступив тільки на «Президентському велотурі Туреччини».
Повернувшись у 2013 році до донецької ISD, продовжив змагатися на континентальному рівні. Зайняв друге місце на Race Horizon Park, четверте місце на «Гран-прі Донецька», сьоме місце в генеральній класифікації «Тур Болгарії», дев'яте місце в загальному заліку «П'яти кілець Москви». Став «гірським королем» «Гран-прі Адигеї».
У 2014 році посів призові місця на окремих етапах «Гран-прі Сочі», «Гран-прі Адигеї», «Тура Гваделупи». Залишався професійним гонщиком до сезону 2016 року.
За видатні спортивні досягнення удостоєний почесного звання «Майстер спорту України міжнародного класу».